# The Corpse Vanishes
The Corpse Vanishes (titlu original: The Corpse Vanishes) este un film SF, de groază, american din 1942 regizat de Wallace W. Fox. În rolurile principale joacă actorii Bela Lugosi, Luana Walters, Tristram Coffin, Elizabeth Russell.

## Prezentare
Reportera unui ziar începe să investigheze un caz în care o serie de mirese mor subit în timpul nunții lor, în timp ce sunt duse la altar. Căutarea ei o duce pe urmele unui om de știință nebună care a aflat secretul tinereții veșnice, lucru care o face să devină o țintă a acestuia.

## Distribuție
- Bela Lugosi ca Dr. Lorenz, om de știință nebun care încearcă să păstreze tinerețea și frumusețea soției sale prin injectarea unor fluide scoase din corpurile moarte ale unor tinere mirese virgine
- Luana Walters ca  Patricia Hunter, reporter jurnalistic care investighează dispariția mireselor
- Tristram Coffin ca Dr. Foster
- Minerva Urecal ca Fagah, o babă și servitoare a Dr. Lorenz
- Elizabeth Russell ca soția în vârstă a Dr. Lorenz
- Angelo Rossitto ca Toby, fiul lui Fagah și pitic
- Frank Moran ca Angel, fiul lui Fagah, o brută
- George Eldredge ca Mike, sluga lui Lorenz și șoferul mașinii cu care evadează acesta
- Joan Barclay ca Alice Wentworth, o mireasă care devine victimă a lui Lorenz
- Gwen Kenyon ca Peggy, o fată dintr-un club de noapte, care joacă rolul unei mirese în încercarea lui Hunter de a-l prinde pe Lorenz
- Kenneth Harlan ca Keenan,  editorul unui ziar și șeful lui Hunter
- Vince Barnett ca Sandy, fotograf la ziar și colegul lui Hunter

### Mystery Science Theater 3000
- "Mystery Science Theater 3000" The Corpse Vanishes (TV episode 1989) la Internet Movie Database
- Episode guide: 105- The Corpse Vanishes (with short: Radar Men from the Moon, Chapter 3--Bridge of Death)